# Eleccions regionals de Sicília de 2001
Les eleccions regionals per a renovar l'Assemblea Regional de Sicília se celebraren el 24 de juny de 2001.
| Regió   | Candidats                       | Candidats                           | Candidats                      | Candidats | President sortint |
| Regió   | L'Olivera                       | Casa de les Llibertats              | Democràcia Europea             | Altres    | President sortint |
| ------- | ------------------------------- | ----------------------------------- | ------------------------------ | --------- | ----------------- |
| Sicília | Leoluca Orlando 972.010 (36,6%) | Salvatore Cuffaro 1.572.178 (59,1%) | Sergio D'Antoni 114.799 (4,3%) |           | Vincenzo Leanza   |

| ← Eleccions regionals de Sicília, 2001 → |           |       |        |
| Partits                                  | vots      | %     | escons |
| Casa de les Llibertats                   |           |       |        |
| Forza Italia (FI)                        | 628.020   | 25,1% | 20     |
| Alleanza Nazionale (AN)                  | 281.704   | 11,3% | 8      |
| Centre Cristià Democràtic (CCD)          | 223.420   | 8,9%  | 6      |
| Cristians Democràtics Units (CDU)        | 215.047   | 8,6%  | 6      |
| Nova Sicília                             | 101.368   | 4,1%  | 3      |
| Partit Socialista - Nou PSI              | 69.697    | 2,8%  | 2      |
| Biancofiore                              | 54.550    | 2,2%  | 1      |
| Liberalsocialisti                        | 24.110    | 1,0%  | 1      |
| Partit Republicà Italià (PRI)            | 22.110    | 0,9%  | 1      |
| Fiamma Tricolore                         | 9.224     | 0,4%  | 0      |
| Llistes majoritàries                     |           |       | 9      |
| Total Casa de les Llibertat              | 1.962.250 | 65,3% | 57     |
| L'Unione                                 |           |       |        |
| Demòcrates d'Esquerres (DS)              | 253.522   | 10,3% | 10     |
| La Margherita (DL)                       | 199.303   | 8,0%  | 7      |
| La Margherita Sicilia                    | 107.516   | 4,3%  | 4      |
| Rifondazione Comunista (PRC)             | 61.068    | 2,4%  | 3      |
| Socialistes Democràtics Italians (SDI)   | 46.903    | 1,9%  | 1      |
| Primavera Siciliana                      | 29.564    | 1,2%  | 1      |
| Partit dels Comunistes Italians (PdCI)   | 28.826    | 1,2%  | 1      |
| Llista Di Pietro                         | 25.888    | 1,0%  | 1      |
| Noi Siciliani                            | 2.382     | 0,1%  | 0      |
| Llista majoritària                       |           |       | 1      |
| Total L'Unione                           | 501.450   | 30,4% | 29     |
| Democràcia Europea                       | 113.664   | 4,5%  | 4      |
| Total                                    | 2.498.244 |       | 90     |

1. ↑  Comprèn el President electe Salvatore Cuffaro
2. ↑  Compren el candidat president segon classificat Leoluca Orlando

Fonts: Ministeri del l'Interior, ISTAT i Assemblea Regional Siciliana